# Estanzuelas
Estanzuelas es un distrito del municipio de Usulután Norte en el departamento de Usulután, El Salvador. Según el censo oficial de 2024, tiene una población de 7.761 habitantes.

## Historia
A principios del siglo XIX, Estanzuelas era una hacienda de cereales y crianza de ganado ubicada en el partido de San Miguel. En su territorio se había formado una ranchería llamada "Estancia sola", que entre los años de 1811 a 1815 adquirió la categoría de pueblo. Para 1824 fue incorporada como municipio del departamento de San Miguel. Ingresó al departamento de Usulután en 1865, año de la creación de esa circunscripción. Para 1890 contaba con 3.850 habitantes y en 1915 adquirió el título de ciudad.

## Información general
El distrito cubre un área de 71,73 km² y la cabecera tiene una altitud de 220 m s. n. m. Las fiestas Titulares se celebran en el mes de febrero en honor a Nuestra Señora del Rosario de Fátima. Y en junio sus fiesta Patronales del 8 al 13 en honor a San Antonio de Padua .
En el cantón Condalillo, perteneciente a su demarcación, nació Manuel Enrique Araujo, presidente de El Salvador entre los años 1911 a 1913.
| Noroeste: San Ildefonso  | Norte: San Ildefonso, Nueva Granada | Noreste: Nueva Granada  |
| Oeste: San Ildefonso     |                                     | Este: Nueva Granada     |
| Suroeste: Mercedes Umaña | Sur: Mercedes Umaña                 | Sureste: Mercedes Umaña |

## Organización Territorial
Para su administración Estanzuelas se encuentra dividido en 9 cantones y 27 caseríos. Siendo sus cantones:    
1. Caragual
2. Condadillo
3. Escarbadero
4. La Cruz
5. El Ojuste
6. Potrero el joco
7. San Pedro
8. Sitio San Antonio
9. Tecomatal

## Servicios Públicos

### Educación
De acuerdo con el Ministerio de Educación el distrito cuenta con 17 sedes educativas de las cuales, 15 son del sector público, contando educación media solo en 3 de estas.

## Turismo
Algunos lugares recomendados a visitar en este distrito son la presa hidroeléctrica 15 de Septiembre, las cascadas San Pedro y Las Neblinas y la Iglesia Parroquial San Antonio de Padua.